# Melodi Grand Prix Junior 2003
Il Melodi Grand Prix Junior 2003 è stata la seconda edizione del concorso canoro riservato ai bambini e ragazzi dagli 8 ai 15 anni.

## Il programma
Questa seconda competizione, è caratterizzato da una edizione internazionale da parte dell'UER, infatti il vincitore di MGPjr 2003 ha potuto rappresentare la Norvegia al JESC a Copenaghen il 15 novembre 2003.
650 brani sono entrati nella competizione aperta della NRK, quasi il doppio rispetto all'anno precedente. Una giuria ha selezionato 10 delle canzoni per la finale all'Oslo Spektrum del 6 settembre 2003. Stian Barsnes-Simonsen ha presentato lo show, mandato in onda dall'emittente NRK1 e con circa 6000 spettatori nella sala
Una giuria professionale separata ha selezionato quattro dei dieci partecipanti per la finale. I finalisti hanno eseguito di nuovo le loro canzoni, e alla fine i telespettatori hanno votato i quattro finalisti. Ad avere la meglio nella competizione è stato il duo Stavanger 2U, composto da Charlot Daysh (10) e Joakim Harestad Haukaas (11).
David Pedersen invece ha eseguito la canzone "Wild at Heart" nella pausa prima del sondaggio.

## Risultati
| N° | Artista       | Brano                     | Risultato |
| -- | ------------- | ------------------------- | --------- |
| 1  | Kjersti       | «Et nytt håp»             | Eliminato |
| 2  | Atle og Stine | «Hekta på brett»          | Eliminato |
| 3  | Spiri2        | «Han er min»              | Finalista |
| 4  | Scholastika   | «Hun var så pissed off»   | Finalista |
| 5  | 2U            | «Sinnssykt gal forelsket» | Finalista |
| 6  | Kaja          | «Rødt»                    | Eliminato |
| 7  | Alexandra     | «Jeg vet en dag»          | Eliminato |
| 8  | Cold Breeze   | «Som olje i vann»         | Eliminato |
| 9  | Tina          | «En sjanse til»           | Eliminato |
| 10 | Hidden Soul   | «Canis Lupus»             | Finalista |

### Finale
| N° | Artista     | Brano                     | Posizione | Punti  |
| -- | ----------- | ------------------------- | --------- | ------ |
| 3  | Spiri2      | «Han er min»              | 3         | 11.546 |
| 4  | Scholastika | «Hun var så pissed off»   | 2         | 14.434 |
| 5  | 2U          | «Sinnssykt gal forelsket» | 1         | 22.596 |
| 10 | Hidden Soul | «Canis Lupus»             | 4         | 11.163 |

## Eventi post MGP

### JESC
I vincitori 2U hanno rappresentato la Norvegia al Junior Eurovision Song Contest 2003, che si è tenuto a Copenaghen in Danimarca sabato 15 novembre 2003. Si sono esibiti sul palco ottavi e hanno concluso il concorso al 13º posto con 18 punti.

### Carriera
Joakim Harestad Haukaas dei 2U, da allora ha fatto carriera come cantautore. Ha composto canzoni per partecipare al Melodi Grand Prix e allo Swedish Melody Festival, ed è stato uno dei compositori di "Tik Tik Boom" di Britney Spears tratto dall'album Britney Jean del 2013.
Un altro dei partecipanti alle finali norvegesi, Atle Pettersen, ha partecipato nel 2010 alla versione norvegese di X-Factor concludendolo al secondo posto oltre ad altri vari programmi e ha inoltre iniziato la sua carriera come presentatore per la NRK.
NRK ha pubblicato tutte le canzoni della competizione nella collezione Melodi Grand Prix Junior 2003 raggiungendo il 4º posto nella VG-lista e rimanendoci per cinque settimane